# Storytelling
《storytelling》為日本女歌手華原朋美的第2張錄音室專輯，由小室哲哉製作。

## 說明
- 標題意為「說故事中」。小室與華原曾困擾著該如何進行「與前作相繫的正式續篇」的這個想法。
- 減少使用程式編寫的演奏方式，運用了許多管弦樂與鋼琴的元素。聲音上以「針對世人『日本的瑪麗亞·凱莉、艾拉妮絲·莫莉塞特以及珍娜·傑克森是誰呢？』的疑問以簡單易懂的形式提出華原為何種存在」為概念進行製作。
- 原先候選曲有20首，再從中由小室與華原兩人抉選之。
- 除去之後被發行為後發單曲的〈I wanna go〉與〈You don't give up〉之後，專輯實質上成為原創曲僅四曲的類精選輯。
- 專輯同名曲〈storytelling〉雖於歌詞本上載有歌詞，在本作中卻以純音樂形式存在，直到次作《nine cubes》才收錄配有詞曲的版本。

## 收錄歌曲
全碟作詞・作曲・編曲：小室哲哉
1. save your dream [album mix]
2. Every morning
3. afraid of tonight
4. 歡喜 高興 溫柔 [album version]
5. You just gonna sing a song
6. I wanna go
  - 後被重新製作為後發單曲。見《I WANNA GO》
7. LOVE IS ALL MUSIC [new mix]
8. storytelling
  - 本軌為純音樂。歌曲版請見次作《nine cubes》
9. Hate tell a lie [album mix]
10. You don't give up
  - 後被重新製作為後發單曲。見《YOU DON'T GIVE UP》
11. afraid of tonight [TK mix]
12. 歡喜 高興 溫柔 [TK remix]